# Netze (Waldeck)
Netze is een stadsdeel van Waldeck in Hessen in Duitsland.  Netze hoort bij het district Waldeck-Frankenberg. 
Netze ligt aan de Uerdinger Linie, in het traditionele gebied van het Hessisch. Netze ligt tussen de binnenstad van Waldeck en Naumburg (Hessen). Sinds 1971 hoort Netze bij de gemeente Waldeck.